# Zirsinalita
La zirsinalita és un mineral de la classe dels silicats, que pertany al grup de la lovozerita. Rep el nom per la seva composició química, que conté zirconi (Zr), silici (Si) i sodi (Na).

## Característiques
La zirsinalita és un ciclosilicat de fórmula química Na₆CaZrSi₆O18. Va ser aprovada com a espècie vàlida per l'Associació Mineralògica Internacional l'any 1973. Cristal·litza en el sistema trigonal. La seva duresa a l'escala de Mohs és 5,5.
Segons la classificació de Nickel-Strunz, la zirsinalita pertany a «09.CJ - Ciclosilicats amb enllaços senzills de 6 [Si₆O18]12- (sechser-Einfachringe), sense anions complexos aïllats» juntament amb els següents minerals: bazzita, beril, indialita, stoppaniïta, cordierita, sekaninaïta, combeïta, imandrita, kazakovita, koashvita, lovozerita, tisinalita, litvinskita, kapustinita, baratovita, katayamalita, aleksandrovita, dioptasa, kostylevita, petarasita, gerenita-(Y), odintsovita, mathewrogersita i pezzottaïta.

## Formació i jaciments
Va ser descoberta al mont Koaixva, situat al massís de Khibini, a la península de Kola, pertanyent a l'óblast de Múrmansk, Rússia. Dins el mateix massís també ha estat descrita a altres muntanyes, com el Kukisvumtxorr, el Rasvumtxorr o el Yukspor, així com a la vall del riu Vuonnemiok. Al massís de Lovozero, també a la mateixa província russa, ha estat descrita al mont Karnasurt. No ha estat trobada en cap altre indret.